# شوهي هاناتشي
شوهي هاناتشي (باليابانية: 花渕 修平) (مواليد 1 ديسمبر 1978)، هو لاعب كرة قدم سابق كان يلعب كلاعب وسط.